# Григор Руслан Петрович
Русла́н Петро́вич Гри́гор (10 травня 1978 — 29 жовтня 2014) — майор (посмертно) 72-ї окремої механізованої бригади Збройних сил України, загинув в ході російсько-української війни.

## Життєпис
Народився 10 травня 1978 року в місті Біла Церква Київської області. У 1993 році закінчив 9 класів місцевої загальноосвітньої школи № 14, у 1995 році — з відзнакою Київський військовий ліцей.
З 1995 року в Збройних Силах України. У 1999 році закінчив Одеський інститут Сухопутних військ.
З 29 липня 1999 року проходив військову службу на посадах командира розвідувального взводу, командира 7-ї механізованої роти 3-го механізованого батальйону 72-ї окремої механізованої бригади Сухопутних військ Збройних Сил України (військова частина А2167, місто Біла Церква Київської області).
З весни 2014 року брав участь в антитерористичній операції на Сході України.
Загинув 29 жовтня 2014-го в бою з терористично-диверсійною групою, під час виставлення спостережного поста в районі села Петрівське Волноваського району. Разом з ним загинули старший солдат старший солдат Олександр Калиновський та солдат Андрій Авраменко.
1 листопада 2014 року похований на Алеї Слави кладовища «Сухий Яр» міста Біла Церква Київської області.
Вдома залишилися дружина Ірина, син Дмитро, батько та мама Людмила, брат.

## Нагороди та вшанування
За особисту мужність і героїзм, виявлені у захисті державного суверенітету та територіальної цілісності України, вірність військовій присязі під час російсько-української війни
- нагороджений орденом «За мужність» III ступеня (26.2.2015).
- 4 листопада 2014-го виконком Білоцерківської міської ради підтримав проект рішення про присвоєння звання Почесного громадянина міста Біла Церква Руслану Григору.
- 12 травня 2015 року на території Білоцерківської гімназії № 1 відбулося урочисте відкриття меморіальної дошки Григору Руслану Петровичу, котрий навчався в цьому закладі.